# Débora Peres Menezes
Débora Peres Menezes (São Paulo, 26 de fevereiro de 1962) é cientista brasileira, física nuclear e professora universitária na Universidade Federal de Santa Catarina, onde trabalha desde 1992. De julho de 2021 a abril de 2023 foi presidente da Sociedade Brasileira de Física, tendo sido a primeira mulher eleita para esse cargo. Foi Pró-Reitora de Pesquisa e Extensão de 2008 a 2012 e coordenadora do Programa de Pós-Graduação em Física  de 2006 a 2008. Integra o Comitê de Governança da Internet (CGI.br) desde abril de 2023. 
Possui graduação em Física/bacharelado e em Física/licenciatura pela Universidade de São Paulo, mestrado em física pela Universidade de São Paulo, doutorado pela Universidade de Oxford, Inglaterra, pós-doutorado pela Universidade de Coimbra, Portugal e realizou trabalhos de pesquisa na Universidade de Sydney, Austrália e na Universidade de Alicante, Espanha. Trabalha, com regularidade, como pesquisadora visitante na Universidade de Coimbra (Portugal) e no Laboratoire de Physique Corpusculaire ,  EnsiCaen , França.
Integrou o Comitê Gestor do INCT- Física Nuclear e Aplicações  e o Grupo de Trabalho sobre Questões de Gênero ,  ligado à Sociedade Brasileira de Física e fez parte do Comitê Assessor de Física e Astronomia do Conselho Nacional de Desenvolvimento Científico e Tecnológico. Desde abril de 2023 é a Diretora de Análise de Resultados e Soluções Digitais do CNPq.
Foi contemplada com a Medalha e Diploma de Mérito Francisco Dias Velho  pela Câmara Municipal de Florianópolis por suas contribuições nas ciências, nomeada como membro da Comissão de Física Nuclear (C12) da União Internacional de Física Pura e Aplicada (IUPAP) , recebeu o prêmio Confap (segundo lugar em Ciências Exatas em 2023) e é membro titular da Academia Brasileira de Ciências. 